# 1976年夏季残疾人奥林匹克运动会比利时代表团
1976年夏季残疾人奥林匹克运动会比利时代表团是比利时派出的1976年夏季残疾人奥林匹克运动会代表团。获得7枚金牌、7枚银牌和8枚铜牌。